# Donauskolan

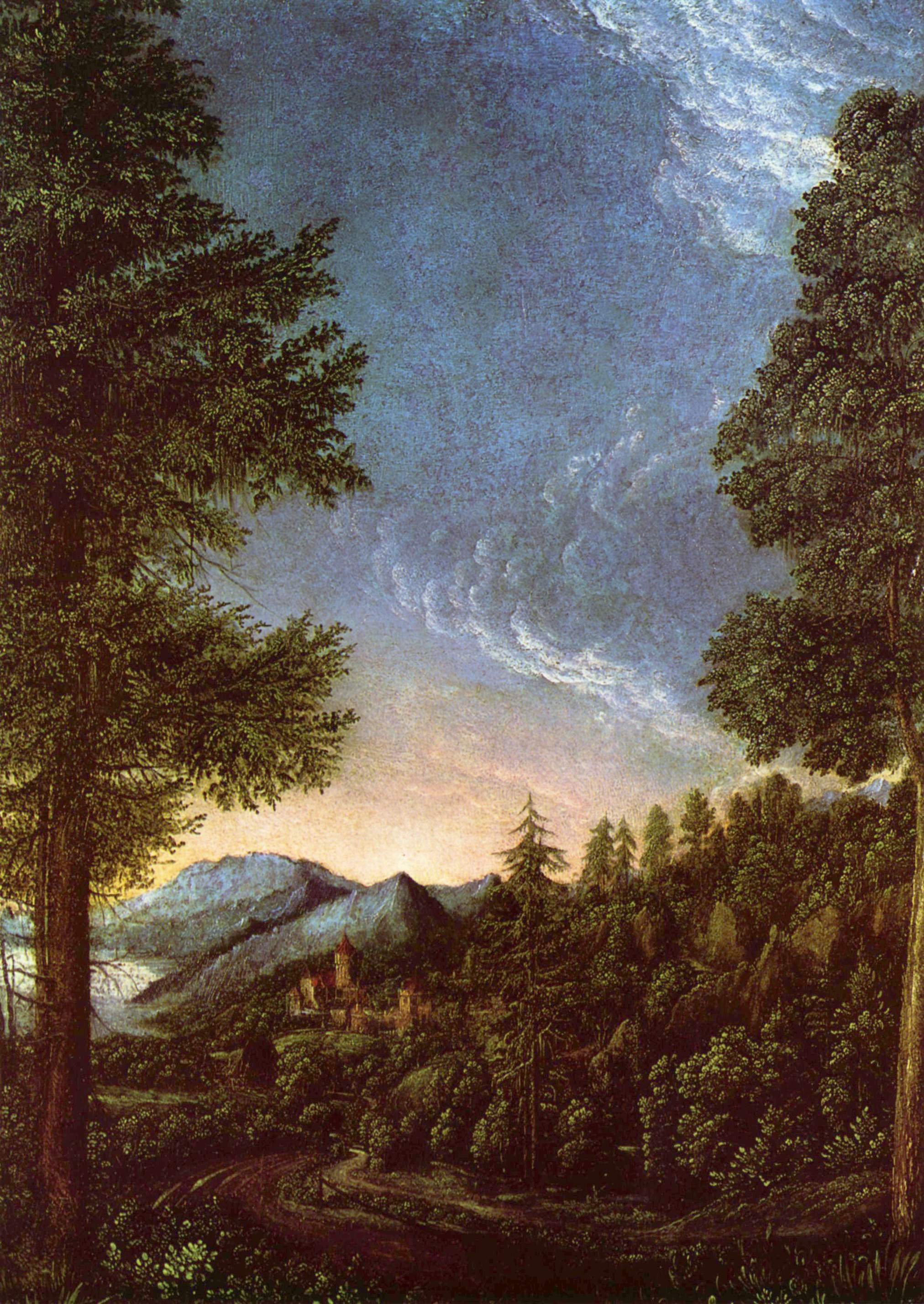
Donaulandskap nära Regensburg (ca 1528) av Albrecht Altdorfer

Donauskolan var en konstnärlig rörelse inom landskapsmåleriet i Donautrakten under början av 1500-talet.
De konstnärer som var verksamma där, däribland Albrecht Altdorfer, Wolf Huber och Lucas Cranach d.ä. (som ung), introducerade en romantisk medvetenhet om landskapet såsom varande ett uttrycksfullt komplement till mänskliga handlingar. De gjorde även en lång rad rena landskapsteckningar.